# Street Fighter (série télévisée d'animation)
Pour les articles homonymes, voir Street Fighter.
 (octobre 2019).
Si vous disposez d'ouvrages ou d'articles de référence ou si vous connaissez des sites web de qualité traitant du thème abordé ici, merci de compléter l'article en donnant les références utiles à sa vérifiabilité et en les liant à la section « Notes et références ».
Street Fighter est une série télévisée d'animation canado-américaine en 26 épisodes de 22 minutes créée par Saban Entertainment et diffusée entre le 21 octobre 1995 et le 14 mai 1997 sur USA Network.
Cette série est inédite dans les pays francophones.

## Synopsis
Cette série qui raconte les aventures de personnages qui ont pour but de mettre fin aux actions du terrible M. Bison qui souhaite contrôler l'univers en possédant de nouveaux pouvoirs.
Le scénario se focalise autour de deux femmes qui ne cessent de se battre entre elles. La première est Cammy une traitresse qui a mis toute son équipe en danger en s'alliant à M. Bison. La seconde est la ravissante Célia qui est forte, acrobatique et très belle. Elle décidera de se venger de Cammy, ce qui poussera les deux femmes à entrer dans de magnifiques catfights où Célia réussit à vaincre Cammy.

## Voix

### Street Fighters
- Michael Donovan : William Guile
- Donna Yamamoto : Chun-Li Xiang
- Scott McNeil : Blanka, Ken Masters
- Tony Lung : Ryu
- Lisa Ann Beley : Cammy White
- Paul Dobson : E. Honda, Dee Jay, T. Hawk

### Shadaloo
- Richard Newman : M. Bison
- Michael Donovan : Zangief
- Robert O. Smith : Victor Sagat
- Mark Hildreth : Vega
- Paul Dobson : Balrog

## Épisodes

### Première saison (1995-1996)
1. The Adventure Begins
2. The Strongest Woman in the World
3. Getting to Guile
4. No Way Out
5. Demon Island
6. Desert Thunder
7. Dark Heart
8. The Medium is the Message
9. Eye of the Beholder
10. The Hand That Feeds You
11. Keeping the Peace
12. Chunnel Vision
13. Strange Bedfellows

### Deuxième saison (1996-1997)
1. The Hammer Strikes
2. Cammy and the Bachelor
3. New Kind of Evil
4. The World's Greatest Warrior
5. So, You Want to be in Pictures
6. Face of Fury
7. Cammy Must Die!
8. The Flame and the Rose
9. The Warrior King
10. The Beast Within
11. Second to None
12. Final Fight
13. Cammy Tell Me True